# Dov Lior

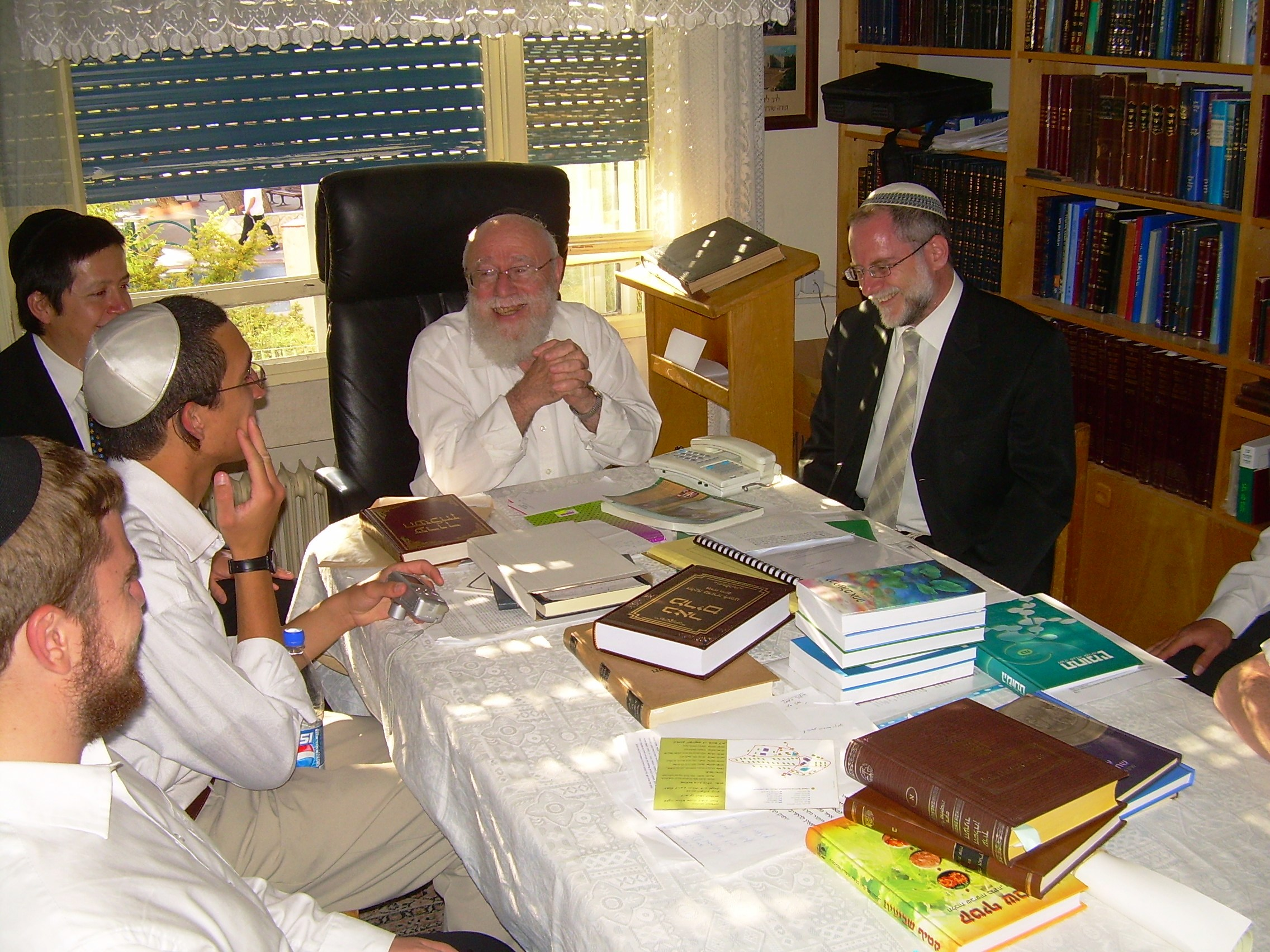
Rabbi Dow Lior (Mitte) bei einem Treffen mit Studenten der Machon Meir in seinem Haus in Kiryat Arba im Juni 2008.

Dow Lior (hebräisch דב ליאור, * 1933 in Jarosław, Polen) ist ein rechtsextremer israelischer Rabbiner, jüdischer Gelehrter und Autor, der Oberrabbiner in den israelischen Siedlungen in Hebron und Kiryat Arba im Westjordanland ist. Er ist Vorsitzender des Rates der Rabbiner von Judäa und Samaria und einer der spirituellen Führer der Chardal-Bewegung.

## Leben
Lior wurde als Dow Leinwand in Jaroslau (Galizien) geboren. Sein Vater, Mosche, war ein Belser Chassid. Er wanderte (Alija) wenige Wochen vor der Israelischen Unabhängigkeitserklärung auf dem Schiff Exodus oder der Negba in das damals noch britisch verwaltete Mandatsgebiet Palästina ein. Dort änderte er seinen Namen in Lior. In Israel studierte er zunächst an der Bne Akiwa Kfar Haroeh und dann an der Merkas HaRaw Kook-Jeschiwa von Rabbi Zvi Yehuda Kook. Da Lior Waise war, behandelte der Rabbi Kook ihn wie einen Sohn. Lior heiratete Bitya im Jahre 1960. Sie starb 1988 an Krebs. Später heiratete er Esther, die Witwe des Rabbi Ephraim Shahor. Lior hat 11 Kinder, 55 Enkel und zwei Urenkel. Zwei seiner Brüder kamen nach ihm in Israel an und zogen in den Hashomer Hatzair-Kibbutz HaMa'apil.

## Rabbinische Karriere
Lior ist ein Anhänger des religiösen Zionismus. Er diente 10 Jahre als Rabbi des Moschaw Kfar Haroeh (zwischen Chadera und Netanya). Anschließend wurde er Oberrabbiner von Kiryat Arba, einer Siedlung in Hebron im 1967 besetzten Westjordanland. Er dient zusammen mit Rav Eliezer Waldman als Leiter der Jeschiwa Hesder Nir Kiryat Arba. Im Jahr 1978 bewarb er sich für den Posten des Oberrabbiner von Jerusalem wurde aber von Rav B. Zolti besiegt (mit einem Abstimmungsergebnis von 37:25).
In den späten 1980er Jahren verbot Israels Generalstaatsanwalt Liors Wahl in den Obersten rabbinischen Rat, nachdem es einen öffentlichen Aufschrei über Bemerkungen Liors gegeben hatte. Lior hatte vorgeschlagen, dass man gefangene arabische Terroristen in medizinischen Experimenten verwenden dürfe. Nach dem Massaker an der Merkas HaRaw Kook, bei dem ein palästinensischer Terrorist acht jüdische Studenten ermordete und elf zum Teil schwer verletzte, sagte Lior, es sei nach der Halacha verboten, Araber bzw. arabische Israelis als Arbeitnehmer einzustellen, oder Wohnungen an sie zu vermieten.
Dow Lior 2007 nahm an der Einweihung des Beit HaShalom teil und gab lokalen jüdischen Gemeinde seinen Segen.
2008 erklärte Lior zusammen mit anderen rechtsextremen Rabbinern, die Politik der israelischen Regierung in Bezug auf israelische Siedlungen sei schlimmer als die der Briten mit ihrem Weißbuch.
Im Jahr 2009 verurteilte er die mögliche Übertragung der Zuständigkeit der christlichen Stätten in Israel an den Heiligen Stuhl, es sei „undenkbar, ein Stück unseres heiligen Landes an den Vatikan zu übergeben“.
2011 wurde Lior zum Verhör von der israelischen Polizei aufgesucht. Er wurde befragt zu kontroversen Aussagen, die er in einem Vorwort für das Buch des rechtsextremen Rabbis Yitzchak Ginsburgh geschrieben hatte. Er willigte ein, bei ihm zu Hause verhört zu werden, aber die Polizei hatte einen Haftbefehl beantragt. Diese Vorgehensweise der Polizei führte zu einer Verurteilung in weiten rechten religiösen Kreisen. 
Er gilt als einer  der spirituellen Führer der Chardal-Bewegung.

## Positionen und Kritik
Lior vertritt die Auffassung, dass jüdische Frauen keine Samenspenden von Nichtjuden zur Reproduktion verwenden dürften. Ein derartig erzeugtes „Mischlingsbaby“ würde die negativen genetischen Eigenschaften eines Nichtjuden in sich tragen. Das Sperma von Ungläubigen würde zu barbarischen Nachkommen führen.
Lior war ein entschiedener Gegner des Abkoppelungsplans und sagte im Jahre 2007 zu der Situation afrikanischer Flüchtlinge in Israel, dass eine viel wichtigere Frage die Situation der jüdischen Siedler – „Flüchtlinge“ – aus Gaza sei. Damit meinte er die Siedler, die im Jahre 2005 von Israel aus dem Gazastreifen abgezogen worden waren. Im selben Jahr forderte er eine „Säuberung“ Israels (das für ihn die besetzten Gebiete einschließt) von allen Arabern: Diese seien in Länder umzusiedeln, „aus denen sie gekommen sind“ – anders sei kein Frieden möglich.
Führende Rabbiner haben ausgesagt, dass Lior die Quelle der religiösen Rechtsprechung gewesen war, die den ermordeten Ministerpräsidenten Jitzchak Rabin als „Rodef“ und „Moser“ (ein jüdischer Verräter, der jüdisches Leben gefährdet) gebrandmarkt hätte. Rabins Mörder, Jigal Amir, hatte Lior vor seiner Tat besucht. Baruch Goldstein aus Hebron traf ebenfalls mit Lior zusammen. Goldstein hatte das Feuer auf muslimische Gläubige an der Höhle der Patriarchen eröffnet und dabei 29 Menschen ermordet, bevor er selbst getötet wurde. Lior beschrieb Goldstein als „heiliger als alle Märtyrer des Holocaust“.
Zum 2009 erschienenen Buch Des Königs Torah („Torat HaMelech“), das in Israel zum Bestseller wurde und eine Kontroverse um religiöse Legitimierung von rassistischer Gewalt auslöste, schrieb Lior ein lobendes Vorwort. Im Juni 2011 wurde Lior infolgedessen von der israelischen Polizei verhaftet und wegen des Verdachts der Aufstachelung zur Gewalt vernommen. Lior war Monate zuvor von den Behörden zur Vernehmung vorgeladen worden, weigerte sich jedoch zu erscheinen. Spontane Demonstrationen brachen in und um Jerusalem aus, als empörte Anhänger in verschiedenen Teilen der Stadt und auf der Haupt-Nationalstraße 1 demonstrierten, um gegen Liors Verhaftung zu protestieren. Die israelischen Oberrabbiner Yona Metzger und Shlomo Amar verurteilten die Verhaftung als „schwere Straftat gegen die Ehre eines der wichtigsten Rabbiner“. 25 rechte Abgeordnete der Knesset unterzeichneten eine Petition und bezeichneten das Verhalten des stellvertretenden Staatsanwaltes Shai Nitzan als „beschämend“. Lior wurde nach einer Stunde der Befragung entlassen.
Sowohl die Oppositionsführerin Zipi Livni als auch Premierminister Benjamin Netanjahu forderten eine strafrechtliche Untersuchung und stellten fest, dass sich Rabbiner nicht über dem Gesetz befänden.
Im September 2011 sagte Lior, dass Araber „böse Kamelreiter“ seien.
2012 nannte Lior den US-Präsidenten Barack Obama einen „Kushi des Westens“ und verglich die westeuropäischen Regierungschefs mit Nazikollaborateuren.
2014 veröffentlichte er unter Bezugnahme auf die israelische Militäroperation „Protective Edge“ gegen den Gazastreifen ein halachisches Rechtsgutachten, demzufolge als Reaktion auf einen bewaffneten Angriff keine Zurückhaltung geboten, sondern die komplette Zerstörung des Gazastreifens einschließlich der Eliminierung der Zivilbevölkerung gerechtfertigt sei.
2015 sagte er, dass die Europäer die Terroranschläge von Paris aufgrund des Holocausts verdient hätten.
In der BBC-Dokumentation Louis Theroux: The Settlers sagt Lior: »Auch ich will Frieden. Aber das Land gehört nur dem Volk Israel. Ganz Gaza und der ganze Libanon muss von diesen Kameltreibern gesäubert werden.«